# Женская сборная Северной Ирландии по футболу
Женская национальная сборная Северной Ирландии по футболу (англ. Northern Ireland women’s national football team) представляет Северную Ирландию на международной арене женского футбола. Контролируется ирландской футбольной ассоциацией (ИФА).
Сборная не принимала участие в финальных турнирах чемпионатов мира. Высшим достижением команды является участие в групповом турнире чемпионата Европы 2022 года. Наибольшее количество матчей за сборную сыграла Джули Нельсон — 125; наибольшее количество голов забила Рейчел Фернесс — 38. Главный тренер команды — Кенни Шилс, назначенный на эту должность 16 мая 2019 года; действующий капитан сборной — полузащитник «Клифтонвилла» Марисса Каллахан.
По состоянию на 25 августа 2023 года сборная занимает 47-е место в рейтинге женских сборных ФИФА, среди сборных УЕФА — 27-е место.

## История

### Чемпионат Европы по футболу 2022. Отборочный турнир
16 мая 2019 года на должность главного тренера женской сборной Северной Ирландии был назначен Кенни Шилс, который должен был готовить команду к отборочным матчам к чемпионату Европы 2021 (финальная часть которого была перенесена на 2022 год). Шилс сменил на этой должности Альфи Уили. В августе 2019 года сборная начала цикл отборочных матчей. Сборная Северной Ирландии боролась за попадание на ЧЕ-2022 в группе C с командами Норвегии, Уэльса, Белоруссии и Фарерских островов.
Первая встреча в рамках турнира состоялась 30 августа 2019 года. Сборная Северной Ирландии на домашнем стадионе «Сивью» принимала сборную Норвегии. В этом матче североирландки уступили со счётом 0:6. Спустя четыре дня после встречи со сборной Норвегии, подопечным Кенни Шилса предстоял выездной матч против сборной Уэльса. Североирландки сыграли в ничью со счётом 2:2. Затем сборная провела два ответных матча против Норвегии и Уэльса. В первом команда проиграла на выезде сборной Норвегии со счётом 0:6, а во втором в домашнем матче сыграла в ничью со сборной Уэльса (0:0).
После почти годового перерыва сборной Северной Ирландии предстояли два выездных матча — на Фарерских островах и в Белоруссии. Матч против сборной Фарерских островов прошел 18 сентября на стадионе «Торсволлур» в Торсхавне и завершился победой Северной Ирландии 6:0. 27 октября 2020 года североирландки на выезде переиграли белоруссок со счётом 1:0. В ответном домашнем матче против Белоруссии, который состоялся 27 ноября, сборная Северной Ирландии одержала победу со счётом 3:2. 1 декабря 2020 года сборная Северной Ирландии в ответном матче обыграла сборную Фарерских островов со счётом 5:1. Сборная Северной Ирландии в итоге заняла 2-е место в группе после Норвегии, набрав равное количество очков (14) вместе со сборной Уэльса, обойдя её лишь по разнице мячей, и впервые в истории гарантировала себе участие в матчах плей-офф. По состоянию на 24 марта 2023 года сборная заняла наивысшее в своей истории место в рейтинге женских сборных ФИФА — 45-е.

## Последние результаты и предстоящие матчи

### 2022 год
| 23 июня товарищеский | Бельгия                                       | 4:1 | Северная Ирландия | Лир, Бельгия                                                        |
|                      | - Вулларт 24′, 86′ - Ван Керкховен 82′, 90+3′ |     | Уэйд 45+1′        | Стадион: Херман Вандерпортенстадион Судья: Виктория Байер (Франция) |

| 7 июля ЧЕ-2022. Гр. этап | Норвегия                                                      | 4:1     | Северная Ирландия | Саутгемптон, Англия                                                   |
|                          | - Блейкстад 10′ - Маанум 13′ - Хансен 31′ (пен.) - Рейтен 54′ | (отчёт) | Нельсон 49′       | Стадион: Сент-Мэрис Зрителей: 9146 Судья: Лина Лехтоваара (Финляндия) |

| 11 июля ЧЕ-2022. Гр. этап | Австрия                      | 2:0     | Северная Ирландия | Саутгемптон, Англия                                                            |
|                           | - Шихтль 19′ - Нашенвенг 88′ | (отчёт) |                   | Стадион: Сент-Мэрис Зрителей: 9268 Судья: Эмикар Кальдерас Баррера (Венесуэла) |

| 15 июля ЧЕ-2022. Гр. этап | Северная Ирландия | 0:5     | Англия                                                      | Саутгемптон, Англия                                                   |
|                           |                   | (отчёт) | - Керби 40′ - Мид 44′ - Руссо 48′, 53′ - Берроуз 76′ (авт.) | Стадион: Сент-Мэрис Зрителей: 30 785 Судья: Эстер Штаубли (Швейцария) |

| 2 сентября ОЧМ-2023 | Люксембург  | 1:2     | Северная Ирландия           | Эш-сюр-Альзетт, Люксембург                              |
|                     | Томпсон 80′ | (отчёт) | - Робсон 52′ - Маккенна 85′ | Стадион: Эмиля Майриша Судья: Елена Пейкович (Хорватия) |

| 6 сентября ОЧМ-2023 | Латвия     | 1:3     | Северная Ирландия                                      | Юрмала, Латвия                 |
|                     | Рошане 27′ | (отчёт) | - Вайводе 36′ (авт.), 90+5′ (авт.) - Любина 89′ (авт.) | Судья: Каталин Сипос (Венгрия) |

| 15 ноября товарищеский | Северная Ирландия | 1:0 | Италия |  |

### 2023 год
| 6 апреля товарищеский | Уэльс | 4:1 | Северная Ирландия | Кардифф, Уэльс        |
|                       |       |     |                   | Стадион: Кардифф Сити |

| 14 июля товарищеский | Шотландия | 3:0     | Северная Ирландия | Данди, Шотландия   |
|                      |           | (отчёт) |                   | Стадион: Денс Парк |

| 18 июля товарищеский | Чехия | 0:2     | Северная Ирландия        | Опава, Чехия                                 |
|                      |       | (отчёт) | - Робсон 26′ - Битти 48′ | Зрителей: 778 Судья: Микаэла Дьяков (Польша) |

## История выступления на международных турнирах

### Чемпионаты Европы
| Финальная стадия | Финальная стадия       | Финальная стадия       | Финальная стадия       | Финальная стадия       | Финальная стадия       | Финальная стадия       | Финальная стадия       | Финальная стадия       | Финальная стадия       |                | Квалификация   | Квалификация   | Квалификация   | Квалификация   | Квалификация   | Квалификация   | Квалификация |
| Год              | Раунд                  | Место                  | И                      | В                      | Н                      | П                      | МЗ                     | МП                     | РМ                     | И              | В              | Н              | П              | МЗ             | МП             | РМ             |              |
| ---------------- | ---------------------- | ---------------------- | ---------------------- | ---------------------- | ---------------------- | ---------------------- | ---------------------- | ---------------------- | ---------------------- | -------------- | -------------- | -------------- | -------------- | -------------- | -------------- | -------------- | ------------ |
| 1984             | Не прошла квалификацию | Не прошла квалификацию | Не прошла квалификацию | Не прошла квалификацию | Не прошла квалификацию | Не прошла квалификацию | Не прошла квалификацию | Не прошла квалификацию | Не прошла квалификацию | 6              | 0              | 0              | 6              | 5              | 21             | −16            |              |
| 1987             | Не прошла квалификацию | Не прошла квалификацию | Не прошла квалификацию | Не прошла квалификацию | Не прошла квалификацию | Не прошла квалификацию | Не прошла квалификацию | Не прошла квалификацию | Не прошла квалификацию | 6              | 0              | 0              | 6              | 2              | 35             | −              |              |
| 1989             | Не участвовала         | Не участвовала         | Не участвовала         | Не участвовала         | Не участвовала         | Не участвовала         | Не участвовала         | Не участвовала         | Не участвовала         | Не участвовала | Не участвовала | Не участвовала | Не участвовала | Не участвовала | Не участвовала | Не участвовала |              |
| 1991             | Не прошла квалификацию | Не прошла квалификацию | Не прошла квалификацию | Не прошла квалификацию | Не прошла квалификацию | Не прошла квалификацию | Не прошла квалификацию | Не прошла квалификацию | Не прошла квалификацию | 4              | 0              | 0              | 4              | 1              | 21             | −20            |              |
| 1993             | Не участвовала         | Не участвовала         | Не участвовала         | Не участвовала         | Не участвовала         | Не участвовала         | Не участвовала         | Не участвовала         | Не участвовала         | Не участвовала | Не участвовала | Не участвовала | Не участвовала | Не участвовала | Не участвовала | Не участвовала |              |
| 1995             | Не участвовала         | Не участвовала         | Не участвовала         | Не участвовала         | Не участвовала         | Не участвовала         | Не участвовала         | Не участвовала         | Не участвовала         | Не участвовала | Не участвовала | Не участвовала | Не участвовала | Не участвовала | Не участвовала | Не участвовала |              |
| 1997             | Не участвовала         | Не участвовала         | Не участвовала         | Не участвовала         | Не участвовала         | Не участвовала         | Не участвовала         | Не участвовала         | Не участвовала         | Не участвовала | Не участвовала | Не участвовала | Не участвовала | Не участвовала | Не участвовала | Не участвовала |              |
| 2001             | Не участвовала         | Не участвовала         | Не участвовала         | Не участвовала         | Не участвовала         | Не участвовала         | Не участвовала         | Не участвовала         | Не участвовала         | Не участвовала | Не участвовала | Не участвовала | Не участвовала | Не участвовала | Не участвовала | Не участвовала |              |
| 2005             | Не участвовала         | Не участвовала         | Не участвовала         | Не участвовала         | Не участвовала         | Не участвовала         | Не участвовала         | Не участвовала         | Не участвовала         | Не участвовала | Не участвовала | Не участвовала | Не участвовала | Не участвовала | Не участвовала | Не участвовала |              |
| 2009             | Не прошла квалификацию | Не прошла квалификацию | Не прошла квалификацию | Не прошла квалификацию | Не прошла квалификацию | Не прошла квалификацию | Не прошла квалификацию | Не прошла квалификацию | Не прошла квалификацию | 11             | 2              | 1              | 8              | 11             | 28             | −17            |              |
| 2013             | Не прошла квалификацию | Не прошла квалификацию | Не прошла квалификацию | Не прошла квалификацию | Не прошла квалификацию | Не прошла квалификацию | Не прошла квалификацию | Не прошла квалификацию | Не прошла квалификацию | 10             | 3              | 2              | 5              | 12             | 15             | −3             |              |
| 2017             | Не прошла квалификацию | Не прошла квалификацию | Не прошла квалификацию | Не прошла квалификацию | Не прошла квалификацию | Не прошла квалификацию | Не прошла квалификацию | Не прошла квалификацию | Не прошла квалификацию | 8              | 2              | 1              | 5              | 10             | 22             | −12            |              |
| 2022             | гр. турнир             |                        | 3                      | 0                      | 0                      | 3                      | 1                      | 11                     | −10                    | 10             | 6              | 2              | 2              | 21             | 18             | +3             |              |
| Всего            | 1/13                   | —                      | 3                      | 0                      | 0                      | 3                      | 1                      | 11                     | −10                    | 55             | 13             | 6              | 36             | 62             | 160            | −98            |              |

### Чемпионаты мира
| Финальная стадия | Финальная стадия       | Финальная стадия       | Финальная стадия       | Финальная стадия       | Финальная стадия       | Финальная стадия       | Финальная стадия       | Финальная стадия       | Финальная стадия       |                | Квалификация   | Квалификация   | Квалификация   | Квалификация   | Квалификация   | Квалификация   | Квалификация |
| Год              | Раунд                  | Место                  | И                      | В                      | Н                      | П                      | МЗ                     | МП                     | РМ                     | И              | В              | Н              | П              | МЗ             | МП             | РМ             |              |
| ---------------- | ---------------------- | ---------------------- | ---------------------- | ---------------------- | ---------------------- | ---------------------- | ---------------------- | ---------------------- | ---------------------- | -------------- | -------------- | -------------- | -------------- | -------------- | -------------- | -------------- | ------------ |
| 1991             | Не прошла квалификацию | Не прошла квалификацию | Не прошла квалификацию | Не прошла квалификацию | Не прошла квалификацию | Не прошла квалификацию | Не прошла квалификацию | Не прошла квалификацию | Не прошла квалификацию | ЕВРО-1991      | ЕВРО-1991      | ЕВРО-1991      | ЕВРО-1991      | ЕВРО-1991      | ЕВРО-1991      | ЕВРО-1991      |              |
| 1995             | Не участвовала         | Не участвовала         | Не участвовала         | Не участвовала         | Не участвовала         | Не участвовала         | Не участвовала         | Не участвовала         | Не участвовала         | ЕВРО-1995      | ЕВРО-1995      | ЕВРО-1995      | ЕВРО-1995      | ЕВРО-1995      | ЕВРО-1995      | ЕВРО-1995      |              |
| 1999             | Не участвовала         | Не участвовала         | Не участвовала         | Не участвовала         | Не участвовала         | Не участвовала         | Не участвовала         | Не участвовала         | Не участвовала         | Не участвовала | Не участвовала | Не участвовала | Не участвовала | Не участвовала | Не участвовала | Не участвовала |              |
| 2003             | Не участвовала         | Не участвовала         | Не участвовала         | Не участвовала         | Не участвовала         | Не участвовала         | Не участвовала         | Не участвовала         | Не участвовала         | Не участвовала | Не участвовала | Не участвовала | Не участвовала | Не участвовала | Не участвовала | Не участвовала |              |
| 2007             | Не прошла квалификацию | Не прошла квалификацию | Не прошла квалификацию | Не прошла квалификацию | Не прошла квалификацию | Не прошла квалификацию | Не прошла квалификацию | Не прошла квалификацию | Не прошла квалификацию | 6              | 2              | 1              | 3              | 7              | 11             | −4             |              |
| 2011             | Не прошла квалификацию | Не прошла квалификацию | Не прошла квалификацию | Не прошла квалификацию | Не прошла квалификацию | Не прошла квалификацию | Не прошла квалификацию | Не прошла квалификацию | Не прошла квалификацию | 10             | 3              | 2              | 5              | 8              | 16             | −8             |              |
| 2015             | Не прошла квалификацию | Не прошла квалификацию | Не прошла квалификацию | Не прошла квалификацию | Не прошла квалификацию | Не прошла квалификацию | Не прошла квалификацию | Не прошла квалификацию | Не прошла квалификацию | 10             | 1              | 2              | 7              | 3              | 19             | −16            |              |
| 2019             | Не прошла квалификацию | Не прошла квалификацию | Не прошла квалификацию | Не прошла квалификацию | Не прошла квалификацию | Не прошла квалификацию | Не прошла квалификацию | Не прошла квалификацию | Не прошла квалификацию | 8              | 1              | 0              | 7              | 4              | 27             | −23            |              |
| 2023             | Не прошла квалификацию | Не прошла квалификацию | Не прошла квалификацию | Не прошла квалификацию | Не прошла квалификацию | Не прошла квалификацию | Не прошла квалификацию | Не прошла квалификацию | Не прошла квалификацию | 10             | 6              | 1              | 3              | 36             | 16             | +20            |              |
| Всего            | 0/9                    | —                      | 0                      | 0                      | 0                      | 0                      | 0                      | 0                      | 0                      | 44             | 13             | 6              | 25             | 58             | 89             | −31            |              |

1. 1 2  В ничьи включены также матчи плей-офф, которые завершились послематчевыми пенальти.

## Текущий состав
Следующие игроки были вызваны в сборную на товарищеские матчи против сборных Шотландии и Чехии 14 и 18 июля 2023 года соответственно.
Игры и голы приведены по состоянию на 19 июля 2023 года:
|  | Вр  | Шеннон Тернер      | 8 сентября 1997 (27 лет)   | 2  | 0  | Вулверхэмптон Уондерерс |  |  |  |
|  | Вр  | Лили Вудс          | 29 августа 2003 (21 год)   | 1  | 0  | Мид-Ольстер             |  |  |  |
|  | Вр  | Рейчел Норни       | 18 июня 2004 (20 лет)      | 1  | 0  | Клифтонвилл             |  |  |  |
|  |     |                    |                            |    |    |                         |  |  |  |
|  | Защ | Сара Робсон        | 23 мая 1987 (37 лет)       | 98 | 9  | Дарем                   |  |  |  |
|  | Защ | Деми Вэнс          | 2 мая 1991 (33 года)       | 84 | 4  | Гленторан               |  |  |  |
|  | Защ | Ребекка Маккенна   | 13 апреля 1991 (33 года)   | 28 | 2  | Льюис                   |  |  |  |
|  | Защ | Ребекка Холлоуэй   | 25 августа 1995 (29 лет)   | 17 | 3  | Расинг (Луисвилль)      |  |  |  |
|  | Защ | Келси Берроуз      | 22 февраля 2001 (24 года)  | 13 | 0  | Клифтонвилл             |  |  |  |
|  | Защ | Эбби Мэги          | 15 ноября 2000 (24 года)   | 11 | 0  | Клифтонвилл             |  |  |  |
|  | Защ | Фи Морган          | 28 августа 2003 (21 год)   | 1  | 0  | Клифтонвилл             |  |  |  |
|  |     |                    |                            |    |    |                         |  |  |  |
|  | ПЗ  | Рейчел Фернесс     | 19 июня 1988 (36 лет)      | 92 | 38 | Бристоль Сити           |  |  |  |
|  | ПЗ  | Марисса Каллаган   | 2 сентября 1985 (39 лет)   | 81 | 9  | Клифтонвилл             |  |  |  |
|  | ПЗ  | Наден Колдуэлл     | 24 января 1991 (34 года)   | 74 | 2  | Гленторан               |  |  |  |
|  | ПЗ  | Кара Гамильтон     | 18 октября 1996 (28 лет)   | 33 | 5  | Гленторан               |  |  |  |
|  | ПЗ  | Хлоя Маккэррон     | 22 декабря 1997 (27 лет)   | 30 | 1  | Гленторан               |  |  |  |
|  | ПЗ  | Меган Белл         | 17 апреля 2001 (23 года)   | 20 | 1  | Рейнджерс               |  |  |  |
|  | ПЗ  | Джоэли Эндрюс      | 30 апреля 2002 (22 года)   | 12 | 1  | Гленторан               |  |  |  |
|  |     |                    |                            |    |    |                         |  |  |  |
|  | Нап | Симона Магилл      | 1 ноября 1994 (30 лет)     | 72 | 21 | Астон Вилла             |  |  |  |
|  | Нап | Лорен Уэйд         | 22 ноября 1993 (31 год)    | 48 | 8  | Рединг                  |  |  |  |
|  | Нап | Эмили Уилсон       | 26 августа 2001 (23 года)  | 19 | 1  | Гленторан               |  |  |  |
|  | Нап | Кэйтлин Макгиннесс | 30 августа 2002 (22 года)  | 17 | 1  | Клифтонвилл             |  |  |  |
|  | Нап | Керри Битти        | 27 сентября 2002 (22 года) | 9  | 2  | Гленторан               |  |  |  |
|  | Нап | Даниэлла Максвелл  | 9 апреля 2002 (22 года)    | 5  | 0  | Клифтонвилл             |  |  |  |

## Главные тренеры
- Альфи Уили (2004—2019)
- Кеннет Шилс (2019—н. в.)